# Шевцов, Олег Борисович
Оле́г Бори́сович Шевцо́в (29 декабря 1971, Москва) — советский и российский хоккеист, вратарь. Заслуженный мастер спорта России.

## Карьера
Начал заниматься с ребятами более старшего возраста у Михаила Федоровича Иванова. Через год оказался среди сверстников 1971 года рождения у тренера Юрия Борисова, который предложил Шевцову попробовать себя в роли вратаря. Воспитанник московского «Спартака». До 1992 года также выступал за «Липецк», «Буран» и «Элемаш». С 1992 по 1996 год Шевцов был основным вратарём «Спартака», провёл 117 игр и пропустил 297 шайб. Играл в различных российских командах, а завершал карьеру в Белоруссии.
За сборную России сыграл 17 матчей, в которых пропустил 46 шайб. На Олимпийских играх 1998 года в Нагано был единственным хоккеистом в составе сборной России, представлявшим не НХЛ.
Тренер.